# Amstel Curaçao Race 2013
In 2013 werd de twaalfde editie verreden van de Amstel Curaçao Race. De wedstrijd werd gewonnen door de Nederlander Johnny Hoogerland en de Nederlandse Ellen van Dijk won het vrouwenklassement.

## Uitslag (top 10)
| Rang | Renner            | Land      | Ploeg             | Tijd       |
| ---- | ----------------- | --------- | ----------------- | ---------- |
| 1    | Johnny Hoogerland | Nederland | Vacansoleil       | 2h 05' 21" |
| 2    | Jan Bakelants     | België    | Team RadioShack   | + 16"      |
| 3    | Marc de Maar      | Curaçao   | United Healthcare | + 19"      |
| 4    | Hillard Cijntje   | Curaçao   | Pedal Pushers     | + 4' 19"   |
| 5    | Wilfrid Camelia   | Curaçao   | Pedal Pushers     | + 4' 19"   |
| 6    | Boy van Poppel    | Nederland | Vacansoleil       | + 4' 23"   |
| 7    | Wout Poels        | Nederland | Vacansoleil       | + 4' 29"   |
| 8    | Pieter Weening    | Nederland | Orica-GreenEdge   | + 4' 29"   |
| 9    | Warren Barguil    | Frankrijk | Argos-Shimano     | + 4' 29"   |
| 10   | Ruiggeri Pinedoe  | Curaçao   | Pedal Pushers     | + 4' 33"   |

| Rang* | Renner                  | Land             | Ploeg                      | Tijd       |
| ----- | ----------------------- | ---------------- | -------------------------- | ---------- |
| 1     | Ellen van Dijk          | Nederland        | Team Specialized-lululemon | 2h 10' 10" |
| 2     | Lisa Groothuesheidkamp  | Curaçao          | P.P.C.C                    | z.t.       |
| 3     | Ines klok               | Nederland        |                            | z.t.       |
| 4     | Maaike Boogaard         | Nederland        | HRTC Hoorn                 | z.t.       |
| 5     | Joukje Braam            | Nederland        | Toni marchell              | + 15' 23"  |
| 6     | Hannah Welter           | Nederland        | Parkhotel Valkenburg       | + 15' 23"  |
| 7     | Leonie Dingemans        | Nederland        | KLM Wings Of Support       | + 15' 23"  |
| 8     | Amanda Tuttle           | Verenigde Staten |                            | + 15' 23"  |
| 9     | Yvonne Baltus           | Nederland        | PPCC                       | + 23' 53"  |
| 10    | Kathie Sanderson Morgan | Curaçao          |                            | + 24' 33"  |